# Pierre Lesne

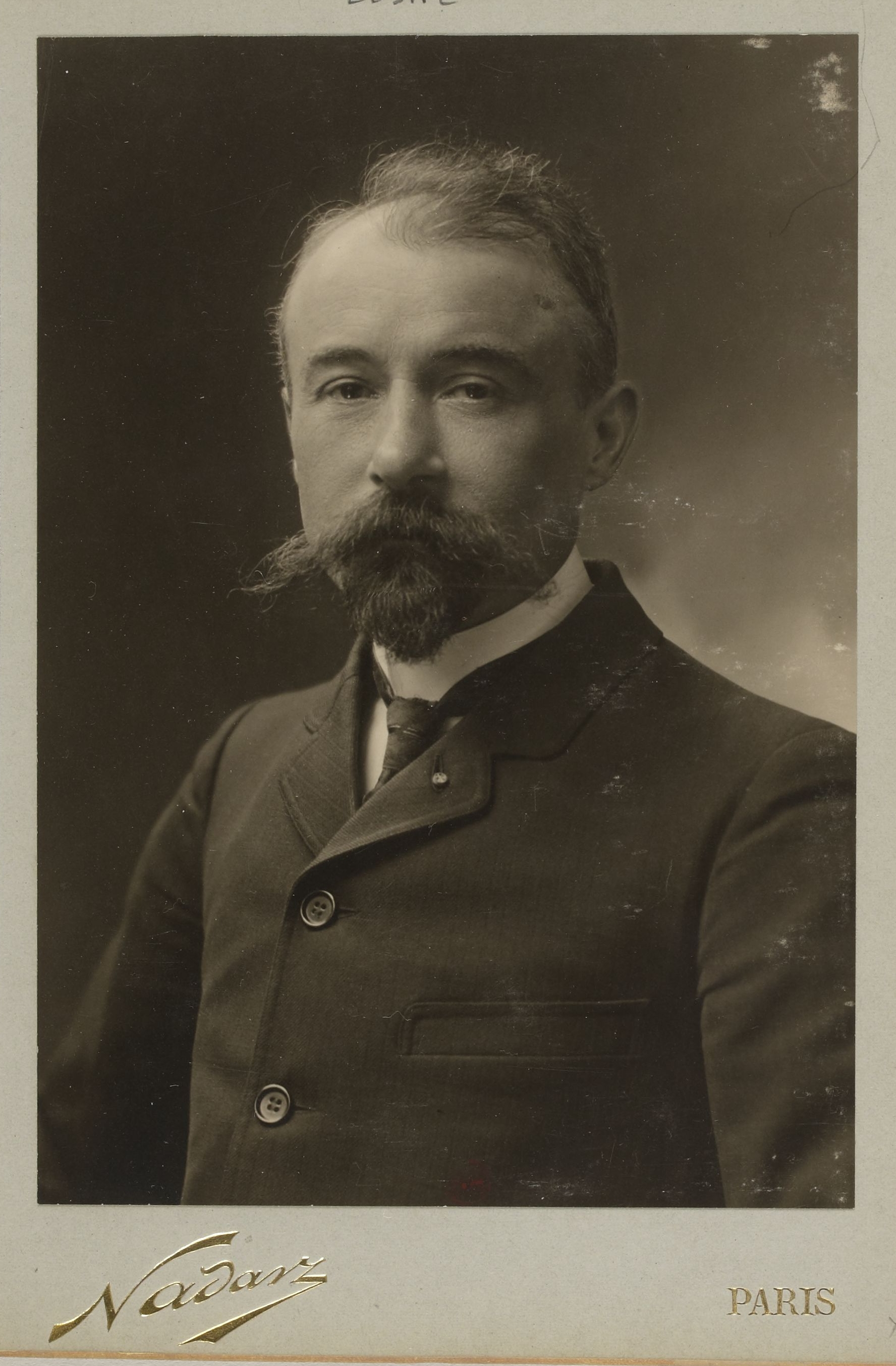
Pierre Lesne

Pierre Lesne (* 9. April 1871 in Landrecies; † 19. November 1949 in Brunoy) war ein französischer Koleopterologe. Sein Forschungsschwerpunkt waren die Bohrkäfer (Bostrichidae).

## Leben
Im Alter von 18 Jahren erhielt Lesne eine feste Anstellung am Muséum national d’histoire naturelle, wo er anfangs Präparator und dann Assistent von Émile Blanchard und Hippolyte Lucas war. Nach dem Tod von Charles Brongniart war er von 1899 bis 1940 als zweiter Direktor neben Eugène Louis Bouvier tätig.
Lesne widmete sich vornehmlich der Systematik der Bohrkäfer, über die er zwischen 1896 und 1909 eine weltumfassende Revision erstellte. 
Lesne unternahm mehrere entomologische Sammelreisen, darunter nach Algerien (1892–93, 1907 und 1908), einmal auf die Kanaren (1903) und für 18 Monate nach Mosambik (von 1928 bis 1929). Nach letzterer Reise entstanden 20 verschiedene Schriften. 
Lesnes Bibliographie umfasst über 280 Titel. Er beschrieb 56 Bohrkäfer-Gattungen und 303 Arten.
Lesne war Mitglied mehrerer wissenschaftlicher Organisationen, wie der Société de pathologie végétale et d’entomologie agricole de France, der Société linnéenne de Lyon, der Société zoologique de France und der Société entomologique de France, deren Präsident er auch 1907 und 1938 war. Seine Sammlung befindet sich im Muséum national d’histoire naturelle in Paris.

## Schriften (Auswahl)
- (mit Maurice Pic) Extraits du Bulletin de la Société entomologique de France. Nouveaux Anthicides. Description d'Espèces nouvelles. Observation biologique sur Timarcha generosa. L’Échange. Revue linnéenne, 1893
- Extraits du Bulletin de la Société entomologique de France. Insectes nuisibles à l’aulne. L’échange. Revue linnéenne, 1894
- Moeurs du Limosina sacra, phénomènes de transport mutuel chez les animaux articulés, origine du parasitisme chez les insectes diptères In: Bulletin de la Société entomologique de France, 1896
- Révision des Bostrychides In: Annales de la Société entomologique de France, 1897
- Synopsis des Bostrychides paléarctiques, 1901–1904
- Les Bostrychides indo-chinois du genre Heterarthron. In: Bulletin de la Société entomologique de France, 1902
- Note sur les Coléoptères Bostrychides de la Guyane française In: Bulletin du Muséum d'histoire naturelle, 1907
- Notes sur la nomenclature des Clérides. In: Bulletin de la Société entomologique de France, 1909
- Bostrychidae In: Wissenschaftliche Ergebnisse der deutschen Zentral-Africa-Expedition 1907–1908 unter Führung Adolf Friedrichs, Herzog zu Mecklenburg, 1911
- Notes sur les Coléoptères Térédiles In: Bulletin du Muséum d’histoire naturelle, 1912
- Les Carabides nuisibles au fraisier In: Bulletin de la Société de pathologie végétale de France, 1916
- Catalogue des coleopteres de la region Malgache decrits ou mentionnes par L. Fairmaire (1849–1906), 1917
- Un Longicorne indo-malais nouvellement introduit à la Réunion In: Bulletin de la Société entomologique de France, 1919
- Ténébrionides nouveaux de l’Afrique orientale appartenant au genre Himatismus In: Bulletin d'histoire naturelle, 1920
- Coléoptères : Bostrychides, Clérides, Sphindides et Ténébrionides. In: Voyage de M. le baron Maurice de Rothschild en Éthiopie et en Afrique orientale anglaise, 1904–1905, 1922
- Les coléoptères bostrychides de l’Afrique tropicale française, 1924
- Les Coléoptères Sphindides du bassin de l'Océan Indien. Comptes rendus du Congrès des sociétés savantes, 1925
- Description d’une forme nouvelle de Zophosis (Coléoptères, Tenebrionidae), 1937
- Sur un groupe peu connu de sinoxylon indo-malais, coleoptera, bostrychidae. In: Bulletin de la Société zoologique de France, 1937